# Emilia Lewandowska
Emilia Olga Lewandowska z d. Fritz ps „Iza”, „Marysia” (ur. 11 lutego 1908 we Lwowie, zm. 30 maja 1990 we Wrocławiu) − kierowniczka łączność konspiracyjnej Dzielnicy Południowej Garnizonu AK Lwów, od 1944 archiwistka i zastępczyni szefa działu legalizacji Wydziału II KO Lwów, żołnierz konspiracji „NIE”, więźniarka UB, odznaczona Krzyżem Srebrnym Orderu Virtuti Militari.

## Życiorys
Emilia Olga Fritz urodziła się 11 lutego 1908 we Lwowie w rodzinie Gabriela i Zofii z d. Malinowska. W rodzinnym mieście ukończyła Szkołę powszechną znajdującą się przy ul. Ormiańskiej i Państwową Szkołę Zawodową przy ul. Zielonej. Pracowała jako praktykantka biurowa w Szkole Pielęgniarskiej, przez trzy lata była studentką Wydziału Architektury Politechniki Lwowskiej. Do konspiracji wprowadził ją inż. Jerzy Rzepecki oraz Irena Kawecka. Od grudnia 1942 była w szeregach Armii Krajowej pod ps. „Iza”, „Marysia” jako kierowniczka łączności konspiracyjnej Dzielnicy Południowej Garnizonu Lwów. Kierowała grupą łączniczek, a także zajmowała się kolportażem podziemnej prasy („Wytrwamy”, „Biuletyn Informacyjny”). Przy ul. Potockiego w mieszkaniu Loli Chrzanowskiej „Lolity” prowadziła lokal kontaktowy. W kwietniu 1944 wskutek aresztowania przez gestapo łączniczki „Grażyny”, mając na uwadze względy bezpieczeństwa była przeniesiona do komórki legalizacyjnej Komendy Okręgu, którą kierował Zbigniew Chwalibóg „Madej”. Zajmowała się prowadzeniem ewidencji i wysyłką zestawień podrabianych dokumentów. Pod okupacją niemiecką początkowo była zatrudniona w Biurze Budowlanym Dyrekcji Pocztowej przy ul. 3 Maja, a później w Zarządzie Domów przy ul. Słonecznej. W komórce wykonywała zadania łączniczki, archiwistki i zastępczyni szefa działu legalizacji. Używała nazwisk Maria Czerwieńska i Aleksandra Maria Krzemicka. Po wejściu Armii Czerwonej od września 1944 zaczęła pracować w komórce legalizacyjnej Komendy Okręgu Lwów „NIE”, w której została zaprzysiężona. Ponownie zaprzysiężona przez mjr. Alfonsa Jabłońskiego „Kmicica”. W domu w którym mieszkał Jan Brodzisz, mieszczącym się przy ul. Podchorążych 5 wystawiała dla żołnierzy lwowskiego podziemia, którzy byli ewakuowani do Polski fałszywe dokumenty. W lokalach przy ul. Hofmanna i Długosza zajmowała się prowadzeniem ewidencję wydanych kart i blankietów ewakuacyjnych.

W grudniu 1945 z Janem Brodziszem opuściła Lwów transportem kolejowym i udali się do Krakowa. Zabrała z sobą archiwum działu legalizacji, a także inne materiały akowskie i maszynę do pisania. Przez kilka miesięcy mieszkała w domu Marii Ruppert przy ul. Grodzkiej 59/3. W Krakowie zorganizowała nowa komórkę legalizacyjną Komendy Okręgu Lwów AK-WiN. Była z-cą, kancelistką i archiwistką Jana Brodzisza, późniejszego swego męża. Powielała biuletyn „Wolność i Niezawisłość”. Swoją pracę wykonywali przy ul. Grodzkiej 58 i ul. Kasprowicza 8. Poprzez Wojciecha Tokarskiego (nazwisko konspiracyjne) starała się nawiązać łączność z Zarządem Obszaru Południowego. 

„Pracując w komórce legalizacyjnej nielegalnej organizacji WiN podrobiła w celu użycia za autentyczne następujące dokumenty; karty ewakuacyjne dla ludności polskiej z terenu ZSRR, różne zaświadczenia WP, niemieckie karty rozpoznawcze (kenkarty), zaświadczenia z pracy z instytucji państwowych i samorządowych, świadectwa szkolne i maturalne , różne odpisy notarialne oraz metryki urodzenia, ślubu i śmierci, które to dokumenty były wydawane dla członków organizacji WiN” (z akt śledczych).

W marcu 1946 przeprowadziła się do Zakopanego, gdzie zamieszkała w pensjonacie „Brodziszówka”. Pracowała w Oddziale Państwowego Urzędu Repatriacyjnego. Po wyrażeniu zgody przez podpułkownika Anatola Sawickiego uruchomiła przedruk „Wolności”, który był redagowany przez kierownika Wydziału Propagandy Okręgu Jelenia Góra „Zachód” ppor. Władysława Śledzińskiego. „Czekaliśmy dość długo na materiał na gazetkę, który po otrzymaniu pokazaliśmy „Śledziowi”, który powiedział, że przecież jest to jego robota” (z zeznań L.). W domu Sióstr Matki Bożej (willa „Staraja”) ukryła w sierpniu maszynę oraz część materiałów legalizacyjnych. Następnie przeniosła się do Wrocławia, gdzie zamieszkała w domu inż. B. Monne przy ul. Kurkowej 25b/2. Zaczęła pracować w Oddziale CUPP jako sekretarka. Korzystając z pomocy współpracującej z konspiracją lwowską, byłą łączniczką Wydziału Vk Komendy Obszaru Lwów AK, dr Krystyną Żurowską „Alą” vel „Mrau” (?), lekarzem ze Słupska (później również aresztowaną), od sierpnia 1947 wspólnie z Janem Brodziszem przygotowywała się do ucieczki drogą morską na Zachód.

27 września 1947 we Wrocławiu w wyniku dekonspiracji komórki legalizacyjnej została aresztowana razem z mężem przez funkcjonariuszy sekcji II Wydziału III Wojewódzkiego urzędu bezpieczeństwa publicznego, a rewizję osobistą przeprowadził chorąży Marian Sobieraj. 30 września złożyła pisemne oświadczenie: 

„Powodując się tym, że złożyłam przysięgę wierności i utrzymania tajemnicy organizacyjnej naszej konspiracji, jakkolwiek znane mi i nazwiska i adresy ludzi pozostających nadal w konspiracji, których ja nie wymieniam i nie wymienię, chcąc w ten sposób ratować ich od aresztowania”.

 W tym samym oświadczeniu zobowiązała się do nawiązania kontaktu z Komendą Okręgu „tak, aby doszło do ujawnienia się całkowitego naszych członków obszaru krakowskiego WiN (chodziło o Okręg Lwowski) pozostających dotychczas jeszcze w konspiracji, aby nie byli aresztowani i żeby ci, którzy są aresztowani w tej sprawie otrzymali wolność”. Sankcję wystawił ppłk Antoni Lachowicz. Emilię przesłuchiwali: chor. Tadeusz Łabuda, ref. Antoni Rowecki, chor. Jerzy Banaszek, ref. Kazimierz Cichy, sierż. Roman Świniarski, ppor. Jan Orzeszyna, chor. Józef Strzemiński oraz chor. Lucjan Białobrzeski. Podczas przesłuchań odmawiała składania zeznań obciążających. Wobec takiej postawy głodzono ją, bito pałkami w stopy, umieszczano w karcerze bez szyb. W celi aresztu śledczego usiłowała popełnić samobójstwo podcinając sobie żyły znalezionym szkłem. Odratowano ją i poddano dalszemu śledztwu, a także inwigilacji celnej, którą prowadził ic „Matczak”. 6 października została przeniesiona do więzienia przy ul. Sądowej, a 11 listopada akt oskarżenia sporządził chor. Józef Nowicki.
30 listopada 1948 skazana na 12 lat  więzienia (Sr. 892/48) przez Wojskowy Sąd Rejonowy we Wrocławiu, w procesie Eksterytorialnego Okręgu Lwowskiego WiN któremu przewodził mjr. Romana Abramowicz. W procesie oskarżał kpt. Teodor Gruszczyński, który żądał dla niej 15 lat. Po ogłoszeniu wyroku została umieszczona w więzieniu przy ul. Kleczkowskiej. W sierpniu 1951 została wywieziona do Fordonu. „Skruchy nie okazuje, poziom intelektualny wysoki” (z opinii więziennej). 
18 stycznia 1955 została zwolniona. Początkowo zamieszkała w Pabianicach, a następnie we Wrocławiu razem z mężem Janem Brodziszem. W latach sześćdziesiątych Władysław Kupiec sędzia SO we Wrocławiu stwierdził: „Stan jej zdrowia po opuszczeniu więzienia był zły. Tak, jak wszyscy aresztowani akowcy i winowcy, doświadczyła najbardziej wyrafinowanych tortur”. 20 maja 1963 wyrokiem Wojewódzkiego Sądu Rejonowego we Wrocławiu sygn. IV K 13/1963 została uniewinniona, a w 1964 podjęła pracę w Dolnośląskim Biurze Projektów Górniczych.

## Odznaczenia
- Krzyż Srebrny Orderu Virtuti Militari − Rozkaz Komendy Okręgu Lwowskiego AK  Nr 17 z 3 maja 1944[8][9]